# 파이어폭스 4

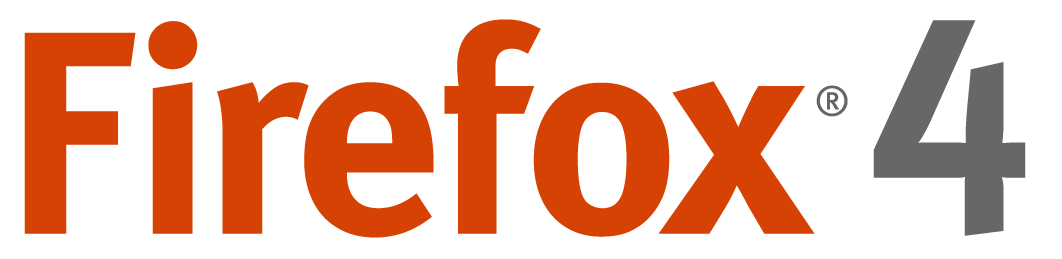
로고

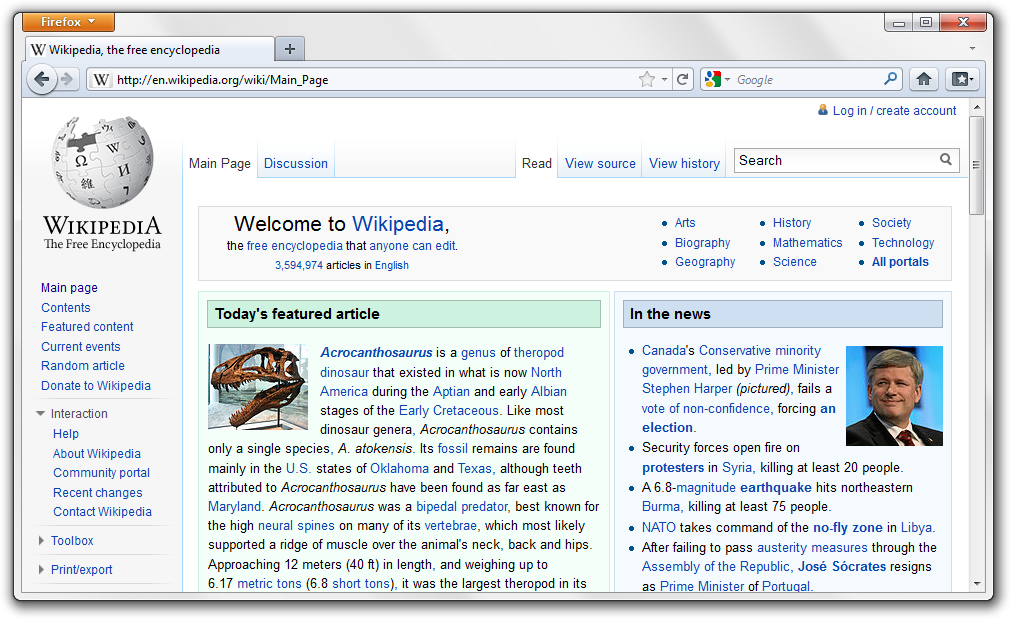
윈도우 7에서의 파이어폭스 4.0

파이어폭스 4(정식 명칭: Mozilla Firefox 4)는 2011년 3월 22일에 출시된 파이어폭스 웹 브라우저 버전이다. 첫 번째 베타 버전은 2010년 7월 6일에 출시되었다. 릴리스 후보 2(최종 버전의 기반)는 2011년 3월 18일에 릴리스되었다. 코드명은 Tumucumaque였으며 파이어폭스의 마지막 대규모 릴리스 주기였다. 모질라 팀은 다른 브라우저 공급업체에 이어 더 작고 빠른 릴리스를 계획했다. 이 버전의 주요 목표에는 성능, 표준 지원 및 사용자 인터페이스 개선이 포함되었다.
2011년 4월에 하나의 보안 업데이트(4.0.1)가 있었고 브라우저 버전 4는 2011년 6월 파이어폭스 5가 출시되면서 더 이상 사용되지 않게 되었다.
이는 거의 10년 간의 파이어폭스 개발 동안 4개가 사용된 것과 비교하여 그 해 12월까지 5개 더 많은 주요 버전 번호(5, 6, 7, 8 및 9)를 사용하여 주요 버전 번호에 훨씬 적은 가중치를 부여하는 전환을 의미한다(1, 2, 3, 4).